# Könskörtel

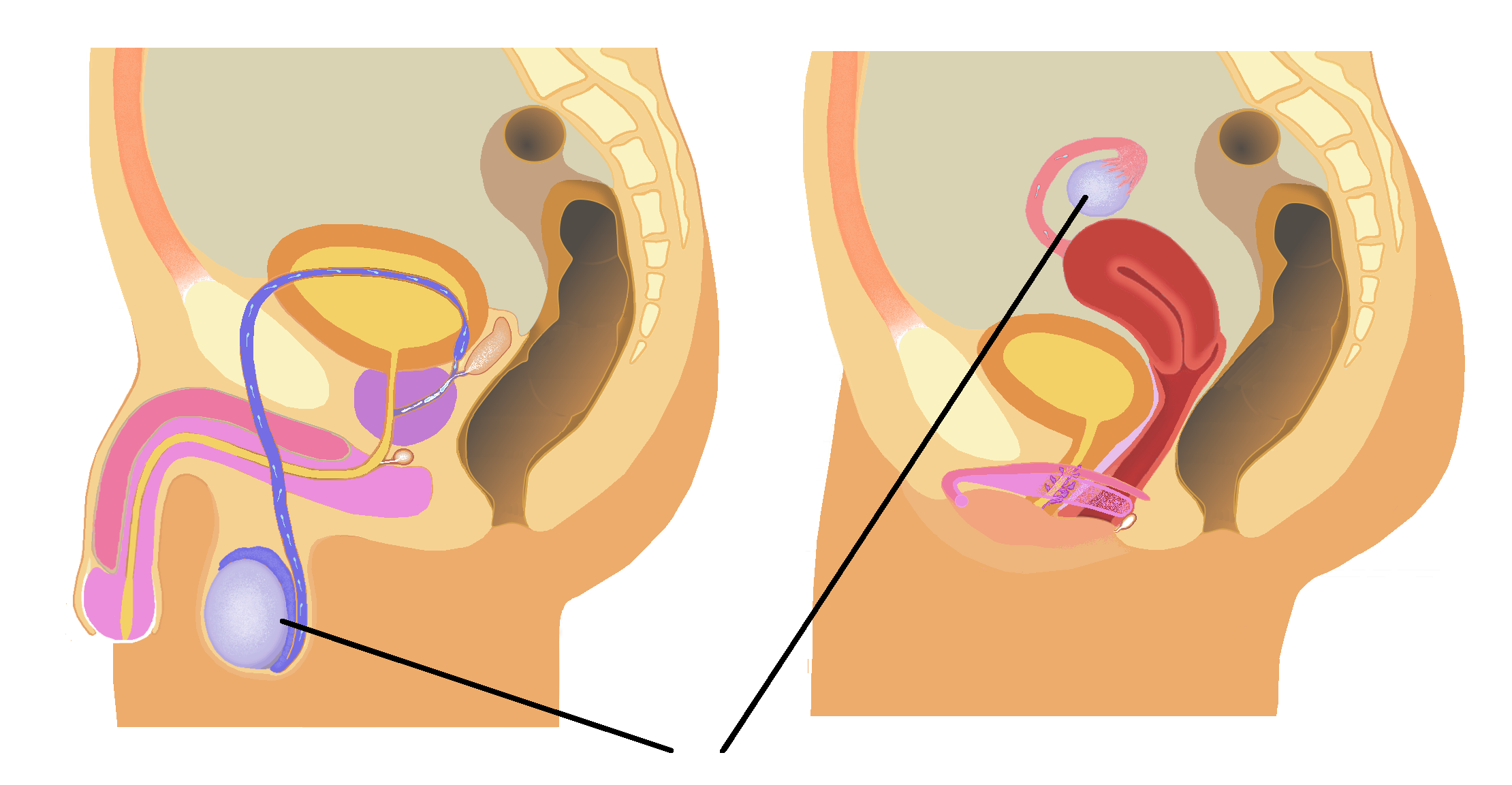
Mannens testikel och kvinnans äggstock.

Könskörtel, gonad, är ett organ och hormonkörtel som producerar könsceller och könshormoner. Hos människan och andra däggdjur kallas könskörtlarna äggstockar respektive testiklar. Hormonproduktionen i könskörtlarna regleras av gonadotropiner, hormoner som utsöndras från hypotalamus. 
Nedsatt funktion i könskörtlarna kallas hypogonadism, och kan antingen ha anatomiska orsaker eller bero på hypogonadotropism. Hyperfunktion i könskörtlarna kallas hypergonadism och kan bero på hypergonadotropism.

### Webbkällor
- ”Könskörtlar”. Svensk MeSH. Karolinska Institutet. https://mesh.kib.ki.se/term/D006066/gonads. Läst 27 september 2020.